# Sangin
Das Sangin ist ein Bajonett aus Indien.

## Beschreibung
Das Sangin ist ein Bajonett, das auf indischen Vorderladermusketen angebracht werden konnte. Die Klinge besteht aus  Stahl und ist dreikantig. Das hintere Ende ist wie eine Gabel geformt. An dieser Gabel sind Ringe befestigt (auf dem Bild in der Infobox nicht dargestellt), die um die Gabel herumlaufen. Mit dieser Vorrichtung wurde das Sangin auf den Musketenlauf aufgesteckt, und nicht wie heute üblich auf eine Bajonettschiene. Damit unterscheidet sich das Sangin in der Befestigungsart zu jedem anderen Bajonett dieser Zeit. Die Oberfläche ist im Ganzen mit feinen Gravuren bedeckt. Es gibt andere Versionen, bei denen statt der Gabel ein einzelner, breiter Ring angebracht ist, der zur Befestigung dient.